# Sonnenfinsternis vom 31. Juli 2000
Die partielle Sonnenfinsternis vom 31. Juli 2000 war die dritte von vier partiellen Sonnenfinsternissen im Jahr 2000, und die zweite im Juli dieses Jahres. Der Juli 2000 war somit der einzige Kalendermonat mit zwei Sonnenfinsternissen im 20. Jahrhundert. Die Westküste der USA war das am dichtesten besiedelte Gebiet, in dem die Finsternis zu beobachten war; allerdings war dort bereits Abend und die Sonne stand kurz vor ihrem Untergang.